# Influenzavirus A subtype H5N8
H5N8 is een variant van het vogelgriepvirus. Het virus is besmettelijk en dodelijk voor vogels maar kan ook mensen besmetten, voor wie het vooralsnog niet erg gevaarlijk is.

## Symptomen
De symptomen van de H5N8-variant van de vogelgriep bij een mens lijken op een milde vorm van griep. De meest voorkomende symptomen zijn: koorts, hoofdpijn, koude rillingen, hoesten en zwakte.

## Besmettingen
Na eerdere uitbraken in Zuid-Korea en Hongkong brak de H5N8-variant van de vogelgriep ook in de Europese landen Nederland, Duitsland en Verenigd Koninkrijk uit. Begin november 2014 werd dezelfde variant van het virus ook waargenomen bij kalkoenen op een kalkoen-mesterij in Heinrichswalde in Mecklenburg-Voor-Pommeren in het noordoosten van Duitsland. In Nederland brak de H5N8-variant van de vogelgriep voor eerst uit op 18 november 2014 in de plaats Hekendorp. Drie dagen later dook de H5N8-variant van de vogelgriep ook in het oosten van het Engelse graafschap Yorkshire op. Daarna volgden in Nederland nieuwe uitbraken van het vogelgriepvirus H5N8 in respectievelijk de plaatsen Ter Aar en Kamperveen en de gemeente Zoeterwoude. Er zijn echter (nog) geen besmettingen tussen Korea (dat in het Verre Oosten van Oost-Azië ligt) en Centraal-Europa (een afstand van 8000 km, zelfs in vogelvlucht) waargenomen. Hoe het virus deze afstand heeft kunnen overbruggen is nog niet duidelijk, dit kan zijn door vliegende vogels (levende dieren) of via vlees-transport (dode dieren).
Ook is het virus in Duitsland en Nederland waargenomen bij wilde vogels. 
Begin november 2016 is deze variant opnieuw opgedoken in Nederland en wel in Monnickendam. Uit voorzorg is er een landelijke ophokplicht ingesteld. Op 1 februari 2017 dook het virus ook op in België.
22 oktober 2020 werd het virus opnieuw aangetroffen in Nederland waarna een ophokplicht volgde.

## Behandeling
Er bestaat geen vaccin tegen de hoogpathogene H5N8-variant van de vogelgriep.